# Alfred St. John
Alfred (Al) St. John (Santa Ana, California, 10 de septiembre de 1893 - Lyons, Georgia, 21 de enero de 1963) fue un actor estadounidense.

## Biografía
Se caracterizó por interpretar al personaje Fuzzy Q. Jones, con el cual definió básicamente el papel y el concepto de "compinche cómico" de los héroes cowboys entre 1930 y 1951. Además, St. John también creó el personaje de Stoney en el primero de una serie de filmes western: The Three Mesquiteers, que posteriormente interpretaría John Wayne en un mal momento de su carrera.
St. John entró en el cine mudo hacia 1912, y pronto representó papeles principales en cortos de diferentes estudios cinematográficos. Su tío, Roscoe Arbuckle, debió ayudarle en sus primeros días en el estudio de Mack Sennett, pero siguió trabajando gracias a su talento. Además de delgado y rubio, era atractivo y un buen acróbata. 
St. John actuó con frecuencia como el villano, rival de Arbuckle tras personajes femeninos como los interpretados por Mabel Normand, y trabajó junto a Arbuckle y Charles Chaplin en The Rounders (1914). Su film más elogiado por la crítica del período con Arbuckle fue Fatty and Mabel Adrift (1916), junto a Normand. 
Cuando Arbuckle formó su propia productora, se llevó con él a St. John y reclutó a la estrella teatral Buster Keaton para actuar en sus filmes, creando un formidable trío.

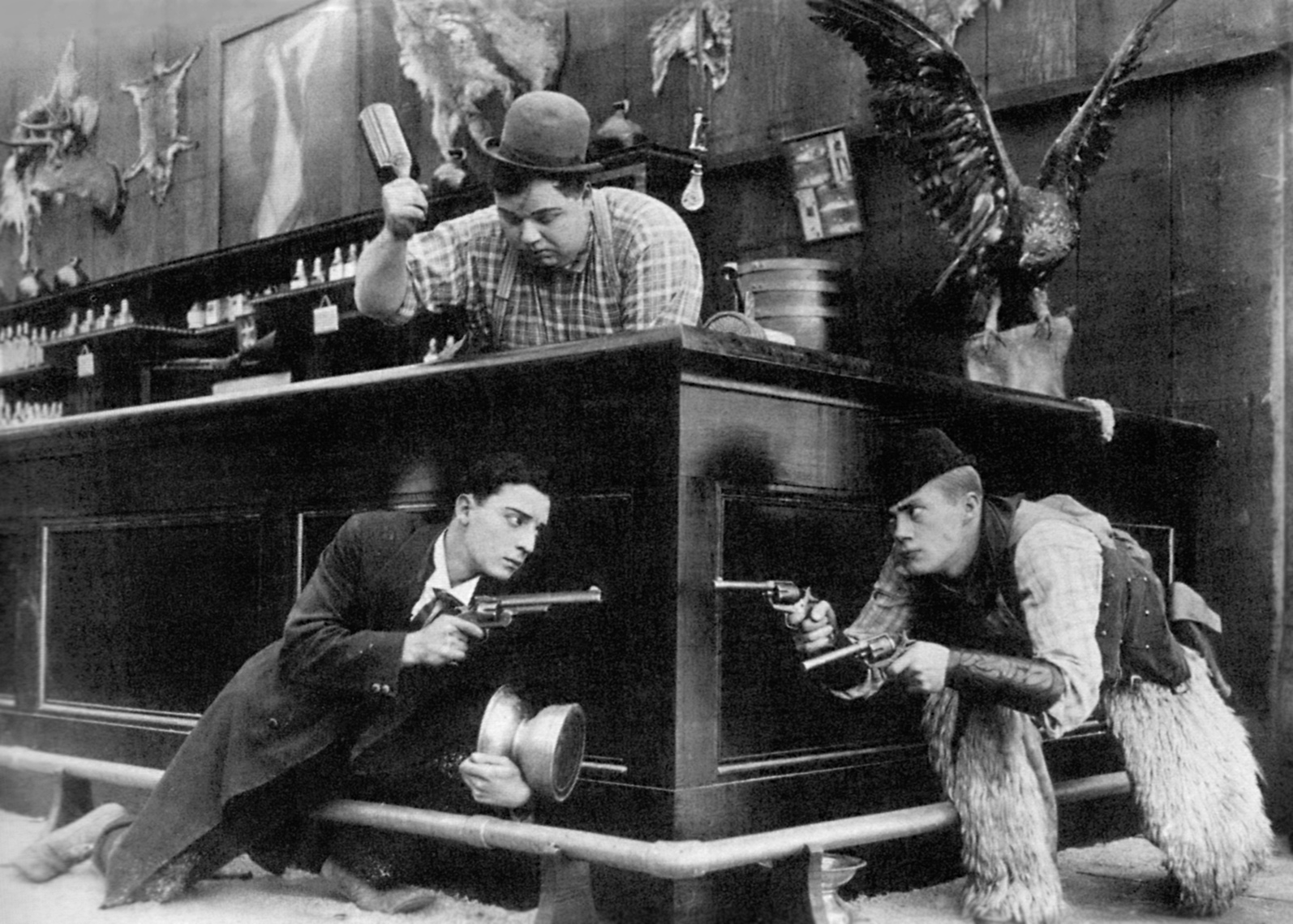
Keaton, Arbuckle y St. John en un fotograma de la película de 1918 Out West, dirigida por Arbuckle.

Tras un escándalo que afectó a Arbuckle y le impidió actuar en el cine, dirigió bajo seudónimo a su sobrino Alfred como primer personaje cómico en filmes mudos y sonoros tales como The Iron Mule (1925) y Bridge Wives (1932). 
En la era sonora St. John trabajó principalmente como personaje barbudo y desaliñado. Así, este papel lo interpretó en el film de Buster Keaton de 1937 Love Nest on Wheels. Ese mismo año empezó a actuar como personaje de apoyo a estrellas cowboy como Fred Scott y, más tarde, Addison Randall, pero la mayor parte de los filmes fueron realizadsos para el estudio de bajo presupuesto Producers' Releasing Corporation (PRC). Para ese estudio interpretó a "Fuzzy Q. Jones" en las series Billy the Kid (protagonizada por Bob Steele), Lone Rider (interpretada por el antiguo cantante de ópera George F. Houston y, posteriormente, por Robert Livingston), y Billy the Kid/Billy Carson, en la que trabajaba Buster Crabbe.
Originalmente el apodo Fuzzy pertenecía a un actor diferente, Fuzzy Knight, que hizo el papel de compinche cowboy antes que St. John. El estudio intentó en primera instancia contratar a Knight para la serie western, pero en vez de ello dio el papel a St. John, motivo por el cual tomó el apodo de su rival. 
El personaje Fuzzy era la principal atracción de taquilla de esos filmes cuando se estrenaron en Inglaterra y en el resto de Europa. De hecho, en Alemania los títulos de los filmes siempre hacían alusión a Fuzzy, más que al héroe cowboy con el que estaba emparejado. Esos filmes de muy bajo presupuesto se rodaban en algo más de una semana, motivo por el cual Crabbe y St. John rodaron 36 en un muy corto espacio de tiempo.
Cuando Crabbe dejó PRC, St. John quedó emparejado con la nueva estrella Lash La Rue. Finalmente, St. John hizo más de 80 westerns como Fuzzy. Su último film se estrenó en 1952. Desde entonces hasta su fallecimiento en 1963 hizo actuaciones personales en ferias y en rodeos, y viajó con el Tommy Scott Wild West Show. En total, Al St. John actuó en 346 películas, abarcando un tiempo de cuatro décadas desde 1912 hasta 1952.
Alfred St. John falleció en Lyons, Georgia, en 1963, a causa de un infarto agudo de miocardio.